# En amerikan i Paris
En amerikan i Paris (engelska: An American in Paris) är en amerikansk musikalfilm från 1951 i regi av Vincente Minnelli. I huvudrollerna ses Gene Kelly och Leslie Caron. Filmen är uppbyggd kring George Gershwins musik; hela 22 låtar av honom finns med. Filmen belönades med sex Oscars, bland annat för bästa film och bästa musik. Filmen placerade sig på nionde plats på listan AFI's Greatest Movie Musicals.

## Handling
Kelly spelar en amerikan som målar hötorgskonst i Paris och blir kär i en ung fransyska, spelad av Leslie Caron. Samtidigt blir han upptäckt av en rik amerikanska som köper hans tavlor och hjälper honom med målandet och gör honom rik, och till sist måste han välja mellan pengarna eller kärleken. 
Höjdpunkten i filmen är balettnumret i slutet av filmen vilket håller på i 17 minuter. 

## Rollista i urval
- Gene Kelly - Jerry Mulligan
- Leslie Caron - Lise Bouvier
- Oscar Levant - Adam Cook
- Georges Guétary - Henri "Hank" Baurel
- Nina Foch - Milo Roberts
- Eugene Borden - Georges Mattieu

## Produktion
Arbetet med filmen kan sägas ha börjat den dag som producenten Arthur Freed spelade biljard med sin goda vän George Gershwin. Redan 1928 hade Gershwins skrivit en tondikt med samma namn. Freed frågade om Gershwin kunde tänka sig att sälja titeln An american in Paris till honom. Gershwin svarade : Javisst, om du enbart använder Gershwinmusik i filmen. Freed hade ännu inget manus att utgå från, men det var lätt för honom att sälja in själva idén till filmbolaget MGM. Repetitionerna inleddes i juni 1950, och filmen hade premiär i USA den 9 november 1951. Endast öppningsscenerna, och en annan scen där Jerry står och målar av Seine, filmades i Paris, resten spelades in på MGM:s studios i Hollywood.

## Mottagande
/.../ Kelly har svarat för de koreografiska avsnitten, och det är avgjort här filmen har sina höjdpunkter. Främst naturligtvis i den sjutton minuter långa baletten, vars dekor inspirerats av Toulouse-Latrec, Renoir, Utrillo och andra franska målare. Som filmad dans är detta parti något ganska enastående: genom Kellys koreografi, genom Gershwins musik och inte minst genom ett kameraarbete, som i varje ögonblick vetat att tillvarata och frigöra dansens rörelseelement och dramatiska uttrycksmöjligheter. /.../ Jurgen Schildt i Perspektiv, nr 4 1952
/.../ En amerikan i Paris är film av den sort som åldras med utmärkt behag. I dag ser vi måhända andra förtjänster än biopubliken och själva historien har en otidsenlig prägel, den gediget romantiska showfilmen hör måhända en gången tid till. /.../ Bernt Eklund i TV Expressen, 12-19 april 1990, inför visningen i TV1, den 16 april 1990.